# Ladies Open Lugano 2019
Il Ladies Open Lugano 2019, noto anche come Samsung Open presented by Cornèr per motivi di sponsorizzazione, è stato un torneo di tennis giocato sulla terra rossa. È stata la terza edizione del torneo che fa parte della categoria WTA International nell'ambito del WTA Tour 2019. Si è giocato allo Swiss Tennis Center di Lugano, in Svizzera, dall'8 al 14 aprile 2019.

## Partecipanti

### Teste di serie
| Country     | Player                 | Rank1 | Seed |
| ----------- | ---------------------- | ----- | ---- |
| Svizzera    | Belinda Bencic         | 21    | 1    |
| Spagna      | Carla Suárez Navarro   | 27    | 2    |
| Slovacchia  | Viktória Kužmová       | 44    | 3    |
| Belgio      | Alison Van Uytvanck    | 52    | 4    |
| Francia     | Pauline Parmentier     | 54    | 5    |
| Russia      | Ekaterina Aleksandrova | 56    | 6    |
| Svezia      | Rebecca Peterson       | 60    | 7    |
| Bielorussia | Vera Lapko             | 65    | 8    |

* Ranking al 1º aprile 2019.

### Altre partecipanti
Le seguenti giocatrici hanno ricevuto una Wild card:
- Ylena In-Albon
- Svetlana Kuznetsova
- Jil Teichmann

Le seguenti giocatrici sono passate dalle qualificazioni:

- Magdalena Fręch
- Giulia Gatto-Monticone
- Réka Luca Jani
- Antonia Lottner
- Clara Tauson
- Katarina Zavatska

## Ritiri
Prima del torneo
- Dominika Cibulková → sostituita da  Kristýna Plíšková
- Alizé Cornet → sostituita da  Viktorija Golubic
- Kirsten Flipkens → sostituita da  Timea Bacsinszky
- Anna-Lena Friedsam → sostituita da  Tamara Korpatsch
- Camila Giorgi → sostituita da  Tereza Smitková
- Anett Kontaveit → sostituita da  Mandy Minella
- Kristina Mladenovic → sostituita da  Arantxa Rus
- Andrea Petković → sostituita da  Sorana Cîrstea
- Julija Putinceva → sostituita da  Fiona Ferro
- Markéta Vondroušová → sostituita da  Mona Barthel

## Punti e montepremi
| Torneo    | Torneo              | V      | F      | SF     | QF    | 2T    | 1T    | Q  | Q2    | Q1  |
| Singolare | Punti               | 280    | 180    | 110    | 60    | 30    | 1     | 18 | 12    | 1   |
| Singolare | Premi in denaro ($) | 43.000 | 21.400 | 11.500 | 6.175 | 3.400 | 2.100 | –  | 1.020 | 600 |
| Doppio    | Punti               | 280    | 180    | 110    | 60    | –     | 1     | –  | –     | –   |
| Doppio    | Premi in denaro ($) | 12.300 | 6.400  | 3.435  | 1.820 | –     | 960   | –  | –     | –   |

## Campionesse

### Singolare
Polona Hercog ha battuto in finale  Iga Świątek con il punteggio di 6-3, 3-6, 6-3.
- È il terzo titolo in carriera per Hercog, il primo della stagione.

### Doppio
Sorana Cîrstea /  Andreea Mitu hanno battuto in finale  Veronika Kudermetova /  Galina Voskoboeva con il punteggio di 1-6, 6-2, [10-8].